# احمد متوسلیان
احمد متوسّلیان یزدی (زادهٔ ۱۵ فروردین ۱۳۳۲ – ربوده‌شدهٔ ۱۴ تیر ۱۳۶۱) نظامی ایرانی بود که در خلال جنگ ایران و عراق از فرماندهان سپاه پاسداران انقلاب اسلامی محسوب می‌شد و فرماندهی لشکر ۲۷ محمد رسول‌الله را برعهده داشت.
او فعالیت سیاسی علیه سلطنت پهلوی را از دههٔ ۱۳۵۰ آغاز کرد که منجر به دستگیری وی توسط ساواک شد و مدت کوتاهی در سال ۱۳۵۴ را نیز در زندان فلک الافلاک سپری کرد. متوسلیان پس از انقلاب، به سپاه پاسداران پیوست و به کردستان رفت و در آنجا فرماندهی سپاه مریوان را عهده‌دار شد.
متوسلیان یکی از چهار فرد ربوده شده ایران در لبنان در سال ۱۳۶۱ است. او در زمان ربوده شدن ۲۹ سال داشت.

## زندگی‌نامه
احمد متوسلیان یزدی در ۱۵ فروردین ۱۳۳۲ در تهران زاده شد. دوران تحصیل ابتدایی را در دبستان دولتی اشرافی آغاز کرد، اما سال بعد به مدرسه اسلامی مصطفوی رفت و مجدد در کلاس اول ثبت نام کرد و تحصیلات ابتدایی را به پایان رساند و ضمن تحصیل، به پدرش در بازار تهران در شغل شیرینی‌فروشی کمک می‌کرد. او در کودکی و سال‌های اول مدرسه بسیار گوشه‌گیر بود اما پس از چند سال به حامی ضعیف‌ترها در مدرسه تبدیل شد.
پس از پایان دوره ابتدایی، وارد هنرستان صنعتی شد و در سال ۱۳۵۱ دیپلم گرفت، سپس به خدمت سربازی اعزام شد و در شیراز دوره تخصصی تانک را در تیپ ۳۷ زرهی شیراز از ارتش شاهنشاهی را گذراند و پس از آن به تیپ ۳ لشکر ۸۱ زرهی در سرپل ذهاب اعزام شد. وی در سال ۱۳۵۶ در رشته مهندسی الکترونیک دانشگاه علم و صنعت ایران پذیرفته شد.
متوسلیان هیچ‌گاه ازدواج نکرد و فرزندی نداشت. او در دوران جنگ معتقد بود: «تا جنگ است، دور این‌مطالب را خط بکشید! می‌گفت وقتی زن بگیرید، ۵۰ درصد زندگی و وقت‌تان را باید برای آن‌طرف بگذارید.»

## دوران انقلاب
متوسلیان در دوران خدمت سربازی، فعالیت‌های مذهبی و سیاسی داشت و مخالفت خود را با دودمان پهلوی بیان می‌کرد. پس از پایان دوره سربازی، در یک شرکت تأسیساتی خصوصی استخدام شد و پس از چند ماه به خرم‌آباد منتقل شد و به فعالیت‌های سیاسی تبلیغی خود ادامه داد.
در سال ۱۳۵۴ توسط اکیپی از کمیته مشترک ضدخرابکاری ساواک دستگیر و روانه زندان شد و ۵ ماه در زندان فلک‌الافلاک خرم‌آباد زندانی بود. پس از این که از زندان آزاد شد، در قم و تبریز در سال ۱۳۵۶ نقش رابط و هماهنگ‌کننده تظاهرات را در محلات جنوبی تهران برعهده داشت. پس از وقوع انقلاب مسئولیت تشکیل کمیته انقلاب اسلامی محله خویش را عهده‌دار شد. پس از شکل‌گیری سپاه پاسداران انقلاب اسلامی به این نهاد پیوست.

## غائله کردستان
پس از آغاز ناآرامی‌های کردستان در اسفند ۱۳۵۷ داوطلبانه عازم بوکان شد و به سقز و بانه رفت. پس از آن برای آزادسازی سنندج راهی این شهر شد. در اوایل خرداد ۱۳۵۹ مسئولیت سپاه مریوان برعهده او گذاشته شد.
در دی ۱۳۶۰ عملیات محمد رسول‌الله از دو محور مریوان و پاوه بر روی بخش خورمال توسط وی و محمدابراهیم همت فرماندهی شد، که این عملیات سنگ‌بنای تأسیس تیپ ۲۷ محمد رسول‌الله بود.

## جنگ ایران و عراق
متوسلیان در سال ۱۳۶۰ پس از بازگشت از مراسم حج، از طرف محسن رضایی (فرمانده کل سپاه) به فرماندهی تیپ محمد رسول‌الله، منصوب گردید، سپس به همراه این تیپ راهی جبهه‌های جنوب شد.
در شب ۱۰ اردیبهشت ۱۳۶۱ عملیات بیت‌المقدس به فرماندهی احمد متوسلیان از منطقه دارخوین به سمت جاده اهواز–خرمشهر آغاز شد، که موجب آزادسازی خرمشهر گردید.
سید ابوالفضل کاظمی؛ فرمانده گردان میثم در لشکر ۲۷ محمد رسول‌الله از سید احمد خمینی نقل می‌کند که احمد متوسلیان بین دو سفرش به لبنان، دیداری با سید روح‌الله خمینی داشت و خمینی پس از آن دیدار به پسرش گفته: «عجب هیبت مردانه‌ای داره این احمد متوسلیان.»

## جنگ لبنان

احمد متوسلیان در کنار محمدابراهیم همت، محمدرضا دستواره و تقی رستگار مقدم، شب پیش از ربوده شدن (شامگاه ۱۳ تیر ۱۳۶۱) در سنگر فرماندهی قوای ایرانی، در پادگان زبدانی

متوسلیان در اواخر خردادماه سال ۱۳۶۱ در مأموریتی به همراه هیئتی رسمی از مسئولان سیاسی-نظامی ایران، راهی کشور سوریه شد، تا راه‌های کمک به نیروهای لبنانی، علیه حمله اسرائیل را بررسی نماید.
در فیلم ایستاده در غبار، موضوع سفر به لبنان بدین شکل بیان می‌شود:
به دستور محسن رضایی؛ فرمانده وقت سپاه و با تأیید سید علی خامنه‌ای؛ رئیس‌جمهور وقت، در بحبوحه جنگ ایران و عراق، احمد متوسلیان به همراهی شماری رزمنده به سوریه اعزام می‌شوند، تا از آنجا برای یاری حزب‌الله لبنان و مبارزه با اسرائیل به جنوب لبنان بروند. بعد از انتخاب شدن او برای رفتن به لبنان، در فیلم، صحنه عزیمت نیروهای متوسلیان را نشان می‌دهد که متوسلیان قبل از سوار شدن در هواپیما و در پای پله‌های هواپیما، اقدام به سخنرانی برای نیروهایش می‌کند، که بخشی از این سخنرانی با صدای واقعی احمد متوسلیان در فیلم نشان داده می‌شود. او در بخشی از سخنانش که با صدای واقعی خودش در دقیقه ۸۹ فیلم قابل مشاهده است، به نیروها می‌گوید: «باید که اسراییل از جهان زدوده شود و شما مردان بزرگ باید که حرف اماممون رو جامه عمل بپوشونیم.» در حالی که صدای واقعی محسن رضایی پخش می‌شود و اعلام می‌کند که سید روح‌الله خمینی وقتی از موضوع مطلع می‌شود، ابراز نارضایتی کرد، بنابراین دستور بازگشت به نیروهای اعزامی داده می‌شود. متوسلیان به بیروت رفت تا با همراهی سید محسن موسوی (کاردار ایران در لبنان) برای آخرین بررسی‌های وضعیت حرکت کند که دیگر از سرنوشت او و همراهانش خبری در دست نیست.

## ربوده شدن
به روایت منصور کوچک محسنی، پاسدار و از دستیاران متوسلیان در لبنان، متوسلیان با توجه به نقش عمده‌اش در آزادسازی خرمشهر، تنها چند هفته پس از آزادسازی خرمشهر در رأس گروهی از سپاه پاسداران (به همراه گروهی از ارتش ایران) به سوریه اعزام شده بود. پس از آنکه متوسلیان گروه‌های مختلفی که بعداً حزب‌الله لبنان را تشکیل دادند، را هماهنگ کرد، با توجه به اصرار روح‌الله خمینی؛ رهبر وقت ایران، به محدود کردن مداخله سپاه در لبنان و تمرکز نیروهای نظامی ایران بر جنگ با عراق، قرار بر این شد که متوسلیان به ایران بازگردد. پس از پایان جلسه‌ای در ۱۳ تیر در بعلبک که در آن بازگشت متوسلیان به اطلاع گروه‌های لبنانی رسانده شد، سید محسن موسوی؛ کاردار سفارت ایران در بیروت، با توجه به اتمام مأموریت متوسلیان و تصمیم او به بازگشت در روز سه‌شنبه (۱۵ تیر ۱۳۶۱) پیشنهاد کرد که متوسلیان با او و با استفاده از خودرو سفارت تا بیروت برود و دوری بزند و در پایان هم گزارشی برای رهبر ایران یا شخص دیگری تهیه کند. در نهایت قرار شد که متوسلیان ۸ صبح ۱۴ تیر، بعلبک را به مقصد بیروت ترک کند. حوالی ۲ بعد از ظهر خبر دستگیری متوسلیان به گروه ایرانی رسید.
در ۱۴ تیر ۱۳۶۱ خودرو سفارت که حامل مسئولان سیاسی-نظامی ایران بود، هنگام ورود توسط حزب فالانژ لبنان متوقف و توسط نیروهای اسرائیلی گروگان گرفته شدند. سمیر جعجع؛ یکی از رهبران فالانژها، پس از آزادی از زندان، اعتراف کرد که گروگان‌های ایرانی به نیروهای وی تحویل داده شده، سپس توسط آنان کشته شده‌اند، ولی مقامات ایرانی این ادعا را مشکوک دانسته‌اند. رونن برگمن در کتاب برخیز و اول تو بکش (بهمن ۱۳۹۶) به نقل از رابرت حاتم (مسئول کشتار فالانژها) می‌گوید؛ فالانژها با اجازه اسرائیلی‌ها چهار دیپلمات ایرانی را به قتل رساندند.
هاشمی رفسنجانی در خاطرات سال ۱۳۶۷ خود می‌نویسد:
«فرستاده رئیس‌جمهور کنیا آمد. اطلاع داد که گروگان‌های ما در لبنان همان سال ۱۳۶۲ شهید شده‌اند و خواستار مبادله گروگان‌های انگلیسی و ۳ اسرائیلی، با ۹۰ اسیر شیعه در اسرائیل شد. گفتم اسامی اسرای مورد نظر و فهرست گروگان‌های ما را بیاورند.»
وی در خاطرات سال ۱۳۶۹ در جریان کمک به آزادسازی گروگان‌های آمریکایی در لبنان، به پیامی از جرج بوش پدر؛ رئیس‌جمهور وقت ایالات متحده اشاره می‌کند و می‌نویسد:
«اطلاعات آمریکا می‌گوید گروگان‌های ایرانی به دست مارونی‌ها، در همان روزهای نخست کشته شده‌اند، ولی باز هم آن‌ها آمادگی دارند که پیگیری مسئلهٔ آن گروگان‌ها را ادامه دهند.»

### واکنش‌ها به ربوده شدن
بنابر روایت گروهی از دوستان متوسلیان، برخی از فرماندهان وقت سپاه پاسداران انقلاب اسلامی، از ربوده و حذف شدن متوسلیان خوشحال بودند. در همین راستا حسن بهمنی، در اعتراض گفته بود:
«احمد متوسلیان شاهدهایش هستند و زنده‌اند. وقتی آنجا (در لبنان) اسیر شد…؛ آقای شمخانی گفته بود که یک دندان کِرمی بود، کندیمش، انداختیمش دور…! ببینید کار تا کجا پیش رفت که حضرت آیت‌الله العظمی منتظری فرمودند؛ کودتای خزنده در سپاه در جریان است و فرمودند شیوه‌های حزب‌اللهی یعنی خرکی؟ عین جمله حضرت ایشان است که فرمودند (شیوه) حزب‌اللهی یعنی خرکی؟ در مورد شیوه‌های جنگ.»
از سویی دیگر تعابیر یا نظرات مختلفی حول عبارت «دندانِ کِرمی» وجود دارد که از جمله: استفاده از آن تحت عنوان «اسم رمز» نام برده می‌شود یا اینکه به نقلی از جعفر ربیعی؛ همرزم متوسلیان: «تنها در حد حرفیست که دهان به دهان پیچیده و هیچ مستندی ندارد.»

### پیشنهاد معاوضه
موسی فخر روحانی، که در زمان گروگان‌گیری، مسئولیت سفارت ایران در لبنان را برعهده داشت، در مصاحبه‌ای با بولتن نیوز، اظهار می‌کند که عماد مغنیه و گروهش، دیوید اس. داج؛ رئیس دانشگاه آمریکایی بیروت را به تلافی گروگان‌گیری چهار دیپلمات ایرانی در لبنان، گروگان گرفته بودند. وی همچنین داج را رئیس سیا در خاورمیانه معرفی می‌کند. منصور کوچک‌محسنی از نیروهای سپاه پاسداران، اعزامی به سوریه و لبنان نیز در مصاحبه‌ای اشاره کرده است؛ که دو جوان که یکی‌شان شبیه عماد مغنیه بود، داج را که رئیس دانشگاهشان بود، گروگان گرفتند تا با احمد متوسلیان مبادله شود.

در آن زمان، قاسم میرزایی نیکو عضو کمیته‌ای بود، که مسئولیت آزادی متوسلیان را برعهده داشت. قرار بر این بوده که دیوید دج؛ عضو بلندپایه سیا در خاورمیانه را با متوسلیان و سایر گروگان‌ها مبادله کنند: 
[دیوید دج] اطلاعات بسیار عمیقی داشت که از او استخراج شد، تا اینکه یک روز درست زمانی که به نتیجه نزدیک شده بودیم، همه برنامه‌ها خراب شد.
محسن رفیقدوست، از طرف محسن رضایی، مسئول گرفتن دیوید داج می‌شود و در نهایت او را می‌گیرند. نیکو می‌گوید که به محسن رضایی گفته است؛
رفیق‌دوست در قبال این آدم، به سمت گرفتن اسلحه می‌رود، نه آزادی احمد و سایر گروگان‌ها! محسن رضایی نیز گفت که ما هم‌اکنون تحت فشاریم و به اسلحه نیاز داریم و باید با سوری‌ها هماهنگ باشیم.
 در نهایت، بر پایه گفته‌های نیکو، در روز مورد نظر «محسن رفیق‌دوست و دیوید دُج به سمت یک میگ رفتند که هواپیما را هدایت می‌کردند و سوری‌ها نیز آمدند و آقای دُج را بردند و به جای آن، ۲۱ افسر سوری را آزاد کردند و یک مقدار سلاح نیز که ما می‌خواستیم، به ما دادند و به این ترتیب دست ما کوتاه و خرما بر نخیل ماند.» نیکو می‌گوید که «هنوز نیز به محسن رضایی می‌گویم که تو باعث شدی احمد آزاد نشود و این مبادله صورت نگیرد.» نیکو همچنین می‌گوید که در زمان جنگ متوسلیان «انتقاد شدید نسبت به محسن (رضایی) داشت و اصلاً نمی‌توانست با او کار کند.»
علی قنبری که جزو نیروهای اعزامی برای آزادی متوسلیان در لبنان بوده نیز می‌گوید که تا یک روز پیش از معاوضه، متوسلیان جزء افراد مورد نظر بوده، تا اینکه شخصی که خود را مسئول تازه معاوضه گروگان‌ها از سوی محسن رضایی می‌دانسته، به مسئول قبلی می‌گوید که باید به ایران بازگردد و خودشان کار معاوضه را انجام می‌دهند. در همان روز، مسئول قبلی به ایران بازگردانده می‌شود و اجازه داده نمی‌شود که در روز مبادلهٔ گروگان‌ها، در صحنه حضور داشته باشد. در روز معاوضه گروگان‌ها، از آنجایی که طرف اسرائیلی عدم تمایل طرف ایرانی را درگرفتن متوسلیان می‌بیند، او و همراهانش را به اسرائیل بازمی‌گرداند.

### تأیید و پیدا شدن پیکر
پس از ۳۸ سال از واقعهٔ ربوده شدن چهار دیپلمات ایرانی، تأیید شد که احمد متوسلیان و سه همراه او؛ «سیدمحسن موسوی» «تقی رستگار مقدم» و «کاظم اخوان» بعد از ربوده شدن و و پس از سپری کردن ایّام کوتاهی در اسارت نیروهای شبه نظامی فالانژ، در ساحل مدیترانه تیرباران شده‌اند و محل دفن آن‌ها نیز مشخص است.

### شک‌ها دربارهٔ زنده بودن
مقامات ایرانی و لبنانی بارها دربارهٔ زنده بودن او گمانه‌زنی کرده بودند. به گفته مرکز اسناد انقلاب اسلامی «اگر چه ابتدا گفته می‌شد که سید محسن موسوی؛ کاردار جمهوری اسلامی ایران در بیروت و همراهانش کشته شده‌اند، اما شواهد و مدارک موجود، حاکی از آن است که آن‌ها در اسارت اسرائیل می‌باشند.» سید حسن نصرالله؛ دبیرکل حزب‌الله لبنان به مناسبت روز آزادی اسرا در بیروت گفت:
«نشانه‌هایی وجود دارد که دیپلمات‌های ایرانی در زندان‌های اسرائیل به‌سر می‌برند. اسرائیل در گزارش خود ادعا می‌کند که چهار دیپلمات ایرانی توسط نیروهای لبنانی (فالانژهای سابق) ربوده شده، به دست این نیروها کشته شدند و اجساد آنان دفن شده است. اسرائیل دشمن ماست و ما نمی‌توانیم به گزارش‌های آن اعتماد کنیم. همان‌طور که اسرائیلی‌ها در گذشته هم حضور بعضی اسیران در زندان‌های خود را تکذیب می‌کردند، اما مشخص شد که این اسیران در زندان‌های این رژیم بوده‌اند.»
حسین دهقان، وزیر دفاع ایران، در ۳ خرداد ۱۳۹۵ خبر داد احمد متوسلیان و دیپلمات‌های ربوده شدهٔ ایرانی زنده‌اند و در اسارت اسرائیل هستند. یک زندانی یونانی آزاد شده از زندان‌های اسرائیل با مراجعه به سفارت ایران در یونان ادعا کرده که هر چهار ایرانی را در زندان‌های اسرائیل دیده است.

## یادمان‌ها
در ۲۳ تیر ۱۴۰۰ طی مراسمی با حضور پیروز حناچی شهردار تهران و حسن حسن‌زاده فرمانده سپاه محمد رسول‌الله تهران نام بزرگراه فتح در غرب تهران به نام احمد متوسلیان نامگذاری شد.

## تندیس در مرز فلسطین
تندیس احمد متوسلیان در مارون‌الرأس در مرز فلسطین نصب شد، تا یادبودی از ربوده شدن این فرمانده ایرانی باشد. انگشت اشاره احمد متوسلیان در تندیس ساخته شده به سمت اسرائیل است.

## در سینما
فیلم ایستاده در غبار به کارگردانی محمدحسین مهدویان محصول سال ۱۳۹۴ ساختهٔ ایران، با محوریت زندگی متوسلیان ساخته شده است. در این فیلم، هادی حجازی‌فر نقش او را بازی می‌کند.